# Große Deutsche Kunstausstellung

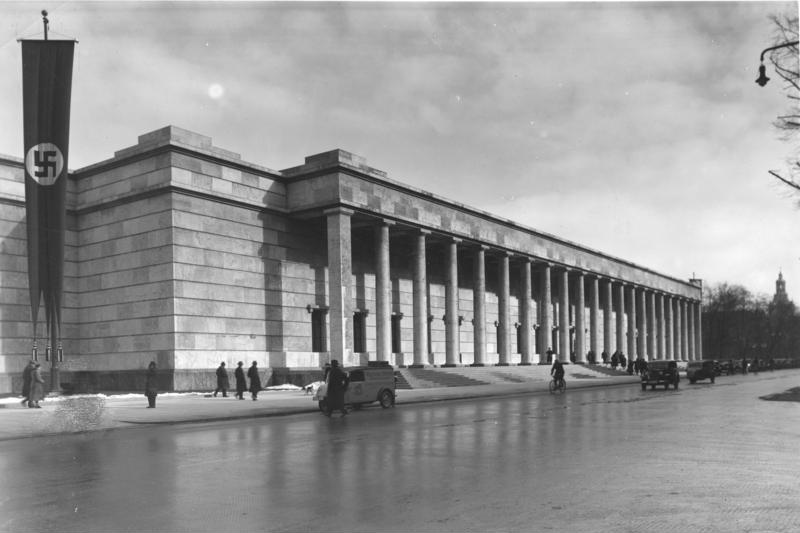
Haus der Deutschen Kunst i München.

Große Deutsche Kunstausstellung (tyska för "den stora tyska konstutställningen") arrangerades sammanlagt åtta gånger åren 1937–1944 i Haus der Deutschen Kunst, som uppfördes för detta ändamål i München. Det var en prestigeladdad samlingsutställning i Nazityskland, med hundratals konstnärer som deltog varje år, alla på något sätt representativa för nazistisk konst. Från svenskt håll deltog skulptören Gustav Adolf Hedblom (1898–1972) från Sundsvall vid fyra tillfällen med bronsbyster, varav en föreställde Hermann Göring, Generalfeldmarschall Göring, på 1939 års utställning.

## Utformning och försäljning
Große Deutsche Kunstausstellung öppnade under högtidliga former den 18 juli 1937 samtidigt som själva konsthallen invigdes under namnet Haus der Deutschen Kunst ("den tyska konstens hus"). En avsiktligt nedsättande utställning med beslagtagen modern konst öppnades av myndigheterna dagen efter som Entartete Kunst, i en av Hofgartens långsmala, gamla arkader. Entartete Kunst var tänkt som en tydlig kontrast till denna folkrörelse-rasistiska utställning i nya lokaler. 
Genom åren utformades visningarna i den nybyggda konsthallen på ett gängse kommersiellt vis med konstverk till salu. Konstnärer kunde delta med flera verk, vanligtvis upp till tio, även med verk som utlånats av ägare och inte var till salu. En särskilt utvald konstnär brukade också få extra utrymme för presentation med fler verk än de övriga. 
Kvinnliga utövare var sällsynta, men 1939 antogs av juryn, bestående av Adolf Ziegler och Arno Breker (men även Hitler och Goebbels emellanåt), ett stilleben kallat Sommerblumen / Sommarblomster av Meta Plückebaum (1876–1945). Hennes motivkrets omfattade annars även kattungar. Det förekom också några kvinnliga skulptörer, bland dem Milly Steger (1881–1948) som dels fick verk beslagtagna från museer 1937, bedömda som "urartade" av nazistiska myndighetsutövare, och dels fick medverka på denna utställning med ett verk samma år.
Detsamma hände skulptören Rudolf Belling. Även målaren Werner Heuser (1880–1964) utpekades 1937 som entartet med en oljemålning på den nedsättande utställningen. Han förlorade sin professur i teckning och komposition vid Kunstakademie Düsseldorf samma år, men medverkade 1941 på Große Deutsche Kunstausstellung med oljemålningen Schäfer.
Öppettider var från 9 till 18, vardag som helg. Sålda verk kunde efterhand ersättas med nya. Sammanlagt visades 12 550 verk under årens lopp och utställningarna besöktes av omkring 600 000 människor. 13 miljoner riksmark var den totala försäljningssiffran. Halva denna summa stod Adolf Hitler för själv. Det internationella intresset förblev ringa.

## Utställningsperioder
- 1937: Första Große Deutsche Kunstausstellung (GDK) från 18 juli till 31 oktober. Vernissage inom ramen för ett festspel kallat "Den tyska konstens dagar" med ett program som varade från den 16 till den 18 juli. I detta ingick en stor parad som hette "2000 år av tysk kultur". Samtidigt med utställningen invigdes själva konsthallen, Haus der Deutschen Kunst. Adolf Hitler höll ett öppningstal som också direktsändes i radio.[7]
- 1938: Andra GDK från 10 juli till 16 oktober. 1158 konstverk. Särskild utställning med 21 verk av Werner Peiner.
- 1939: Tredje GDK från 16 juli till 15 oktober. Vernissage inom ramen för ett två dagar långt festspel benämnt "Den tyska konstens dagar".
- 1940: Fjärde GDK med början 27 juli. 1397 verk av 752 konstnärer. Öppnande genom propagandaminister Joseph Goebbels. I mitten av oktober 1940 byttes de sålda verken ut mot 317 andra utvalda verk. Utställningen skulle vara öppen till februari 1941. Särskild utställning med 35 verk av Friedrich Stahl.
- 1941: Femte GDK med början 26 juli. Varaktighet: "Tills vidare". 1347 verk av 647 konstnärer. Öppnande genom Goebbels. Särskild utställning med 27 verk av Raffael Schuster-Woldan.
- 1942: Sjätte GDK med början 4 juli. Varaktighet: "Tills vidare". 1213 verk av 680 konstnärer. Öppnande genom Goebbels. Särskild utställning med 22 verk av Karl Leipold.
- 1943: Sjunde GDK med början 26 juni. Varaktighet: "Tills vidare". 1141 verk av 660 konstnärer. Öppnande genom Goebbels. Särskild utställning med 35 verk av Peter Philippi.
- 1944: Åttonde GDK med början i juli. Varaktighet: "Tills vidare". Särskild utställning med 21 verk av Hugo Gugg.

## Galleri

### Måleri

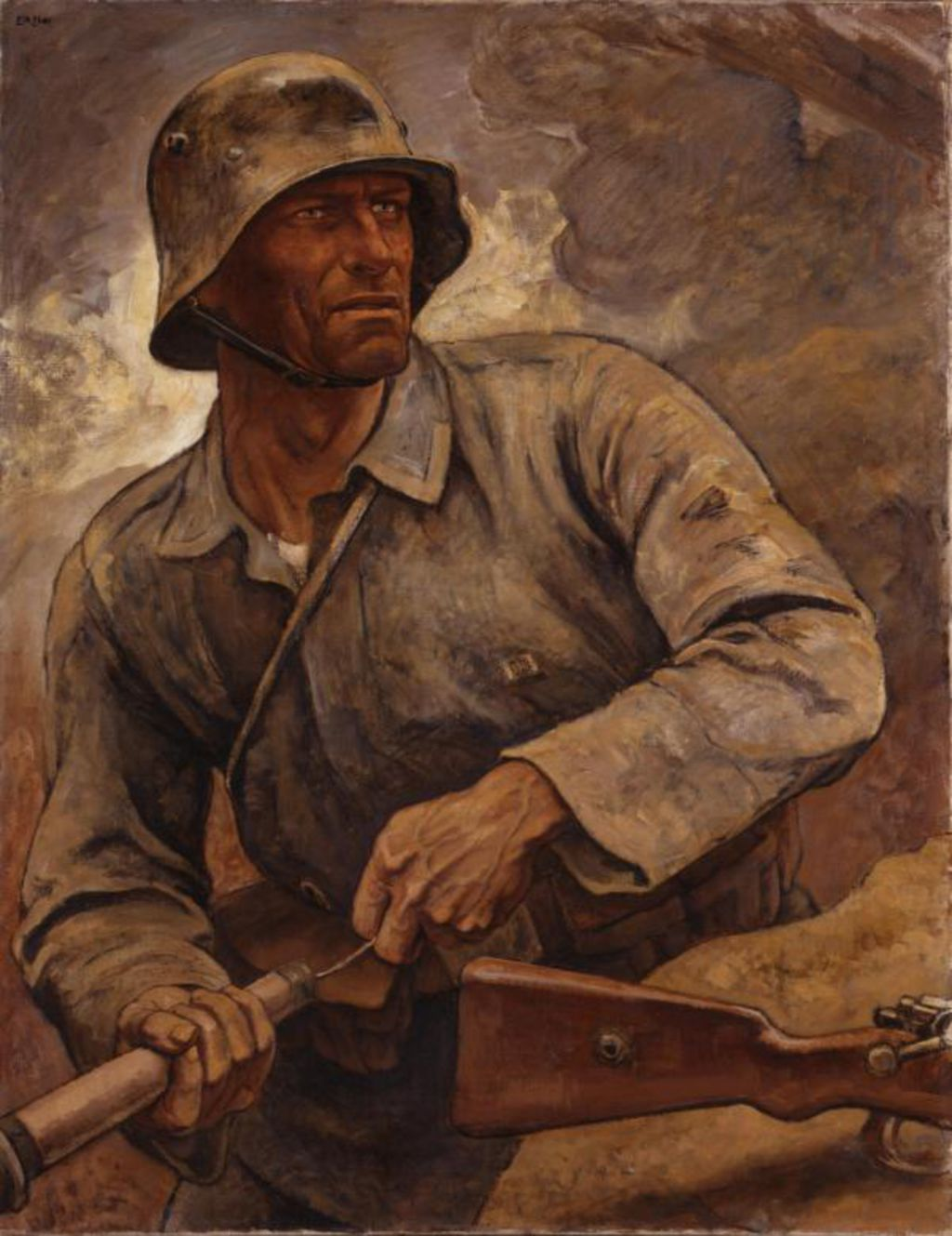
Elk Eber (1892–1941): Die letzte Handgranate / Den sista handgranaten (1936), olja på duk, 104x81cm, GDK 1937, förvärvad av Adolf Hitler, nu Deutsches Historisches Museum.
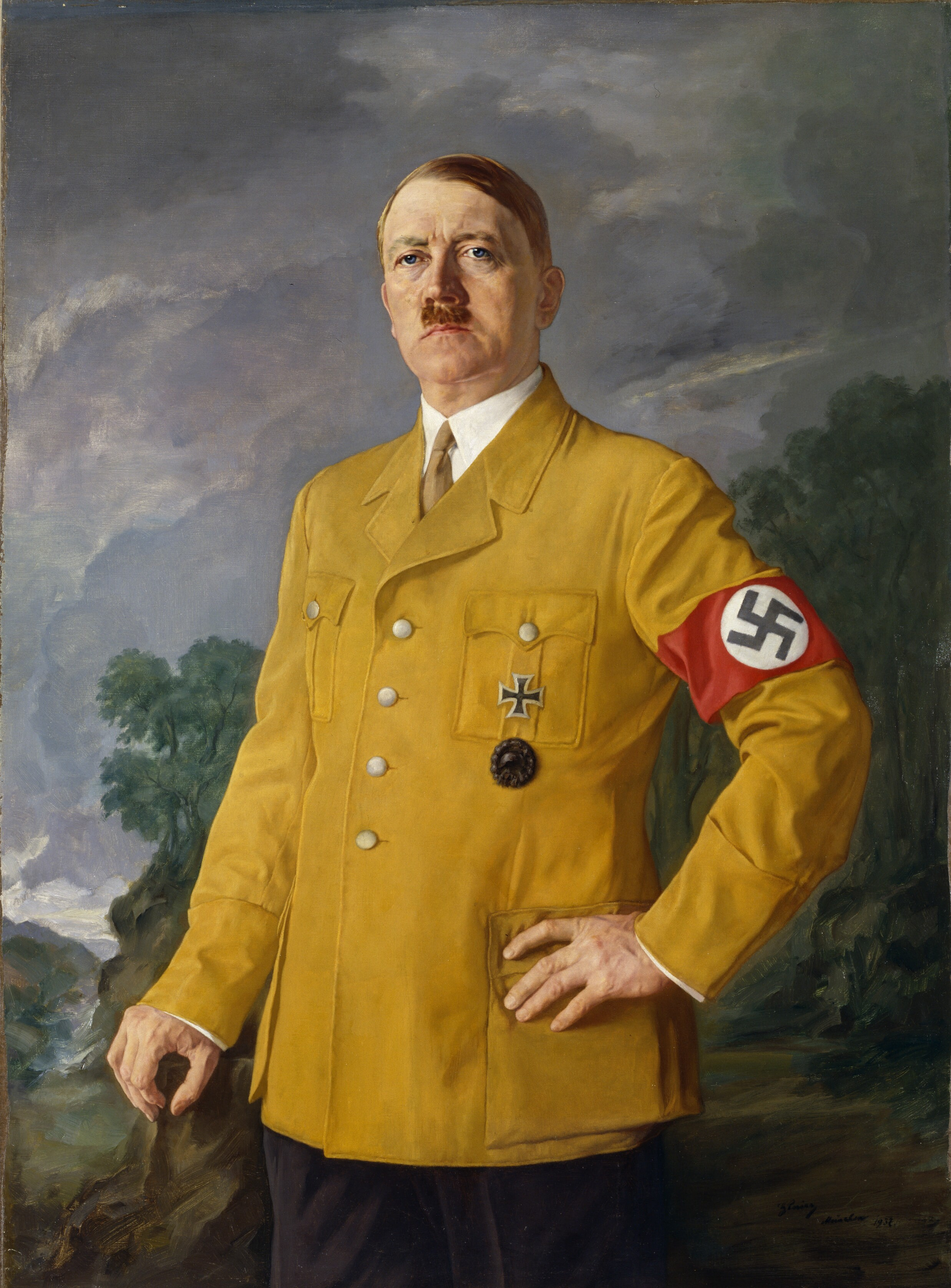
Heinrich Knirr (1862–1944): Bildnis Adolf Hitler / Porträtt av Adolf Hitler (1937), olja på duk, 130x97cm, GDK 1937, nu Imperial War Museum i London.
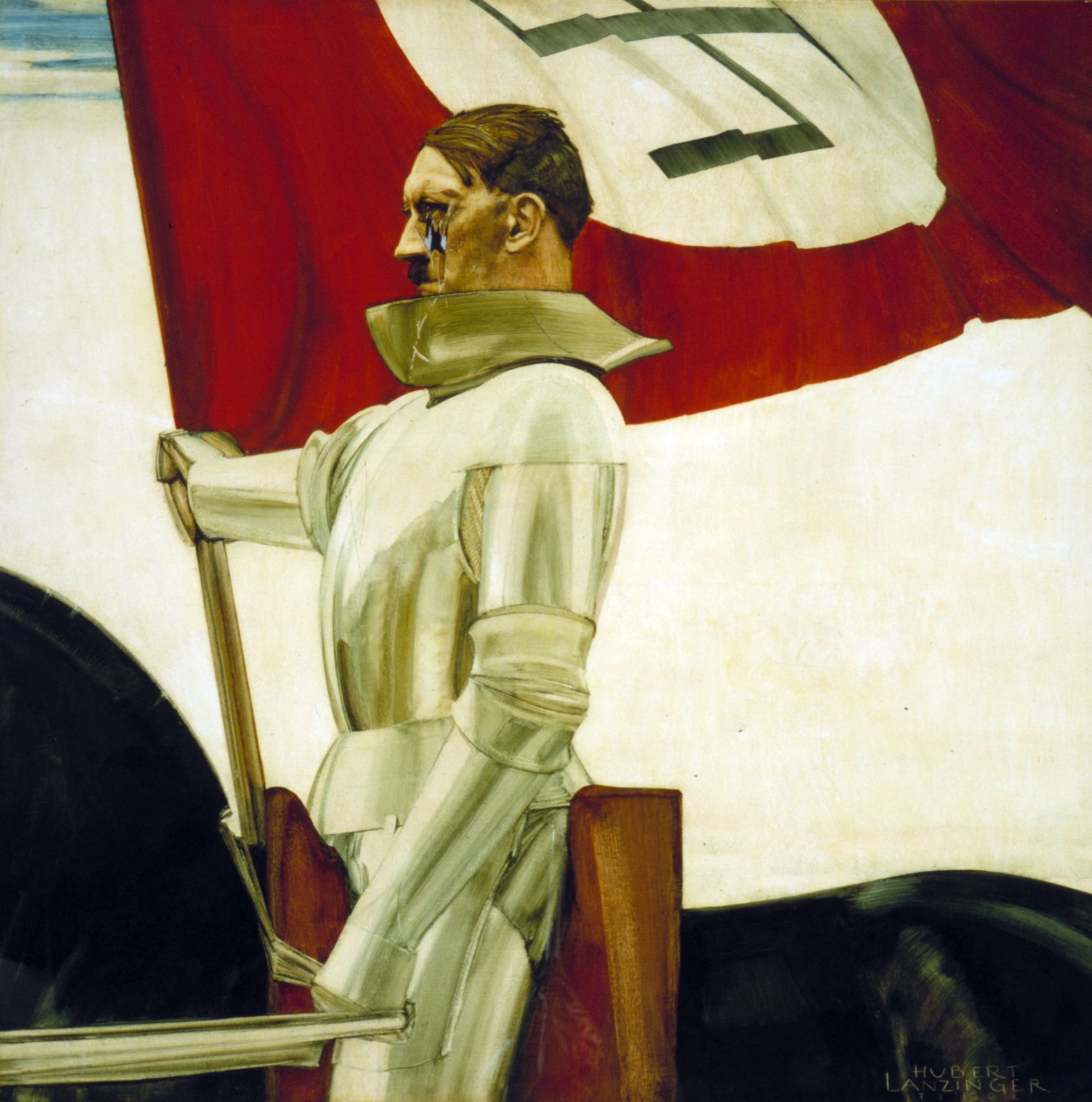
Hubert Lanzinger (1880–1950): Der Bannerträger / Fanbäraren (1934–1936), olja på kartong, GDK 1937, målningen skadad senare (hål i Führerns huvud), nu U.S. Army Center for Military History.
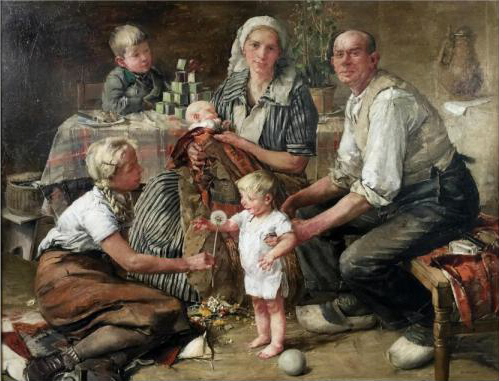
Hans Schmitz-Wiedenbrück (1907–1944): Familienbild (1938), olja på duk, GDK 1939, konstnären tilldelades 1939 även ett stort statligt pris av Preußische Akademie der Künste i Berlin för just denna målning.
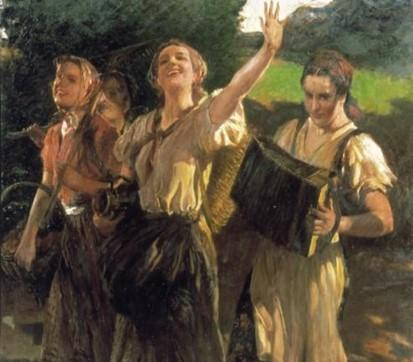
Leopold Schmutzler (1864–1940): Arbeitsmaiden vom Felde heimkehrend / 'Arbetstjänstflickor' på hemväg från fälten (mellan 1935 och 1940), olja på duk, 130x157cm, fick en utmärkelse på GDK 1940, köptes för 7000 riksmark av myndigheterna, nu Deutsches Historisches Museum.
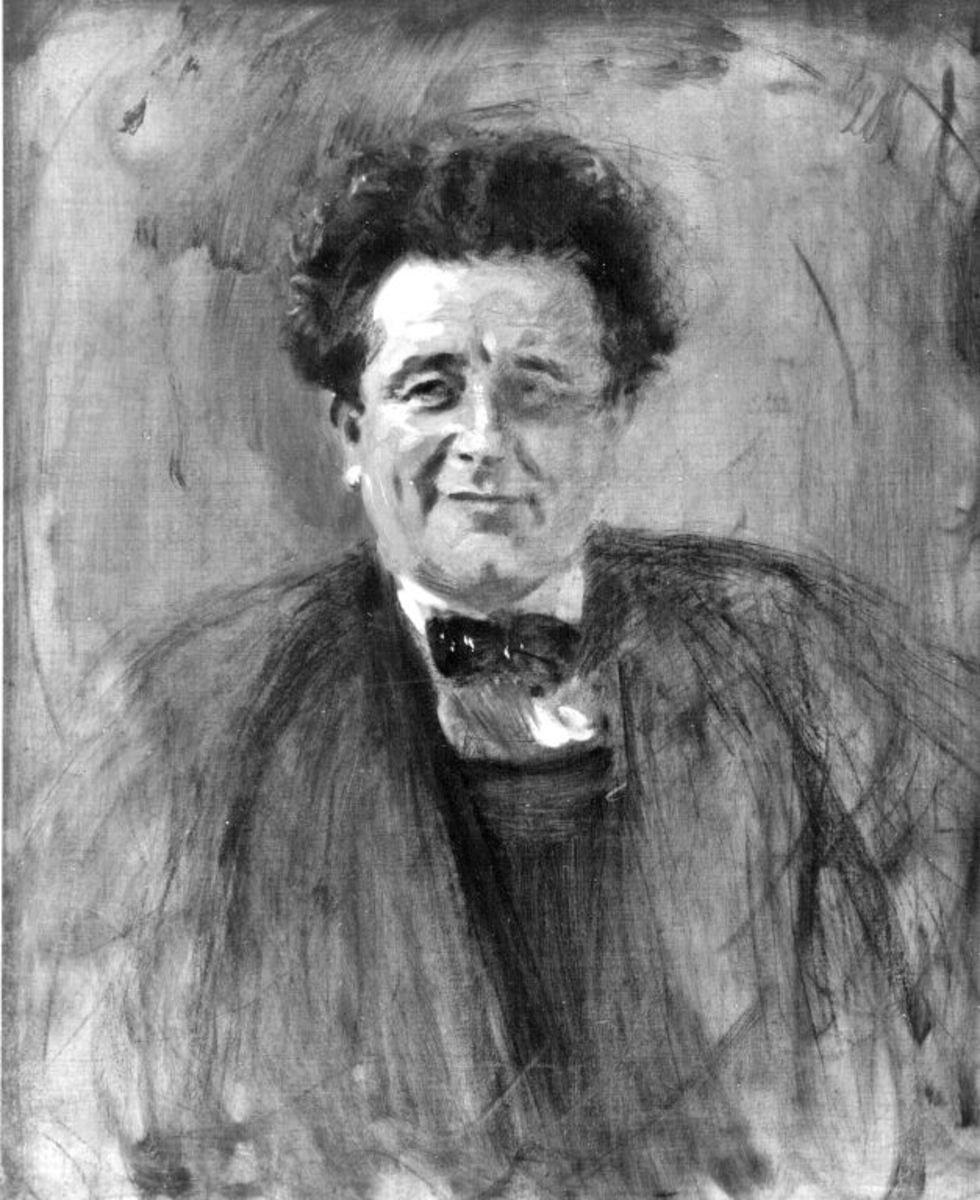
Leo Samberger (1861–1949): Generaldirektor Dr. Buchner (1936), olja på duk, GDK 1940, köpt av Hitler för 3 500 riksmark.[13] Ernst Buchner (1892–1962) var konsthistoriker och tjänstgjorde som chef för konstmuseet Alte Pinakothek i München 1933–1945.
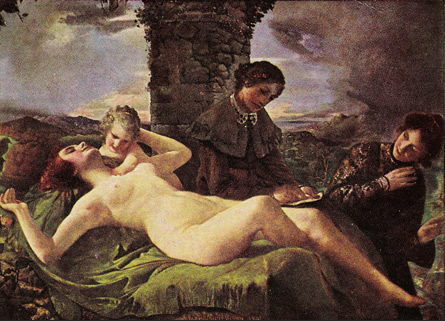
Raffael Schuster-Woldan:Das Leben / Livet (1905), olja på duk, GDK 1941, märkt "ej till salu", ändå köpt av Hitler, för rekordsumman 60 000 riksmark.
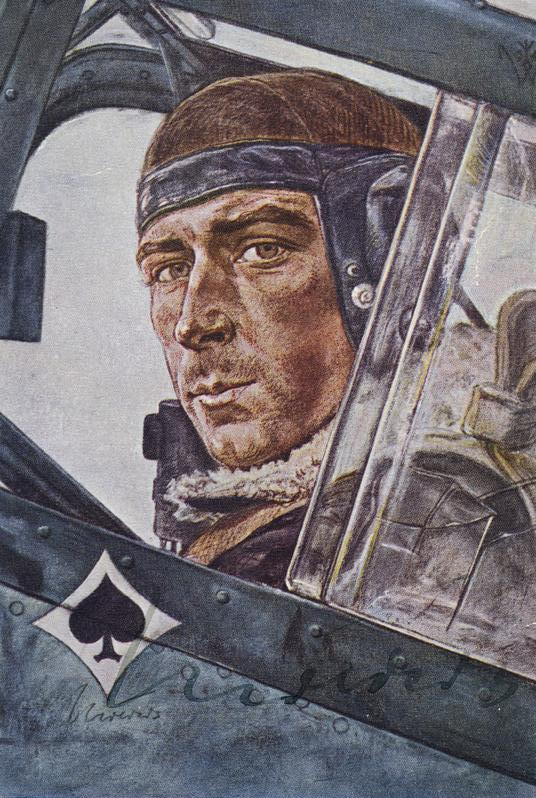
Wolfgang Willrich (1897–1948): Oberst Mölders / Överste Mölders (1941), teckning, GDK 1941.[15] Översten är flygarässet Werner Mölders.
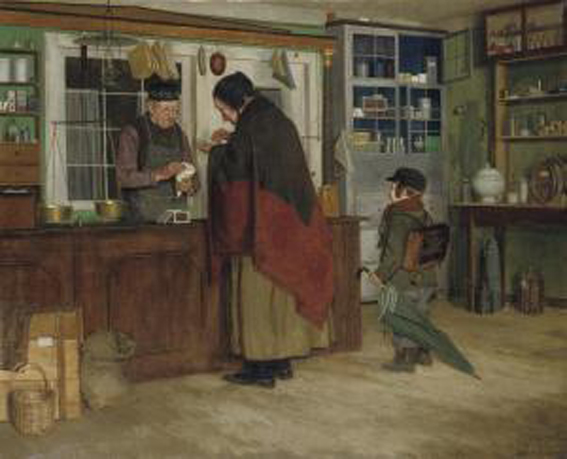
Peter Philippi (1866–1945): Beim Krämer / Hos handlarn (1914), GDK 1943
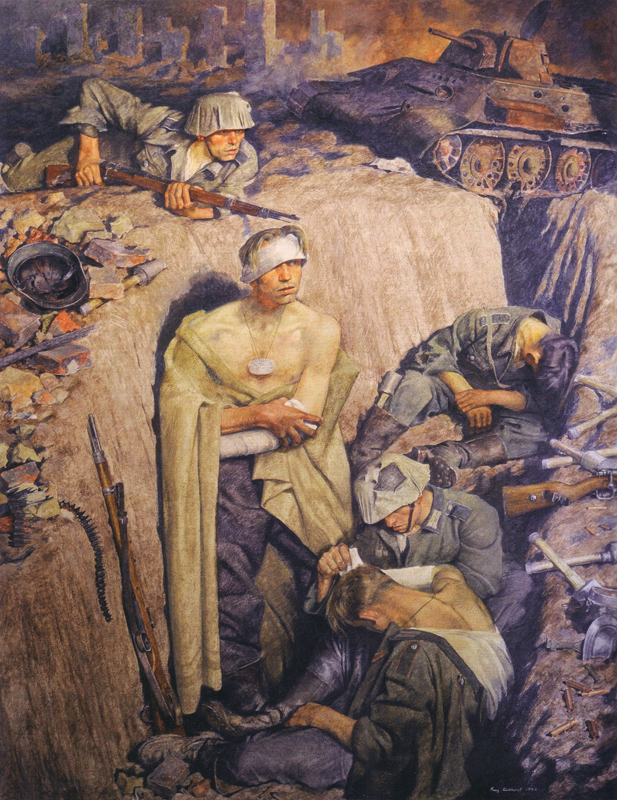
Franz Eichhorst (1885–1948): Erinnerung an Stalingrad / Erinran om Stalingrad (1943), GDK 1943.

### Skulptur

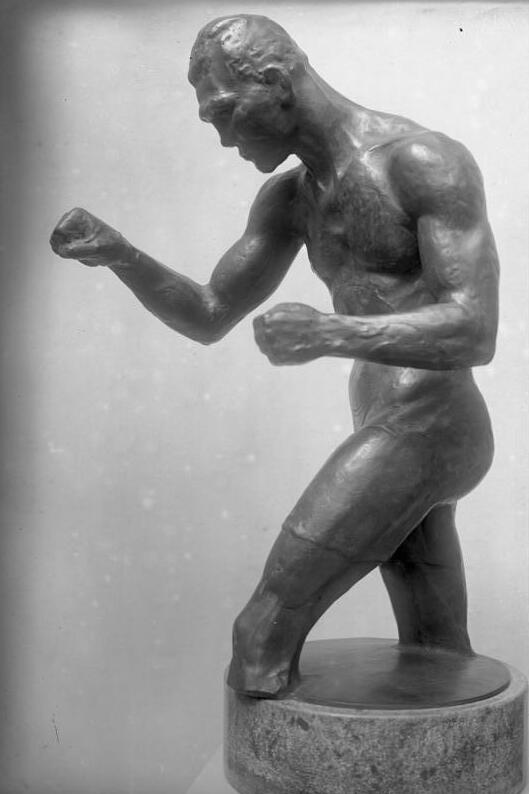
Rudolf Belling: Der Boxer Max Schmeling (1929), brons, 54cm×27cm×29cm, GDK 1937. Belling sägs ha blivit inbjuden av juryn för skulptur (bestående av Adolf Ziegler och Arno Breker) att delta i GDK med just denna skulptur av den tyske världsmästaren i tungvikt Max Schmeling. Samtidigt visades ett annat verk av skulptören på den avsiktligt nedsättande utställningen Entartete Kunst.
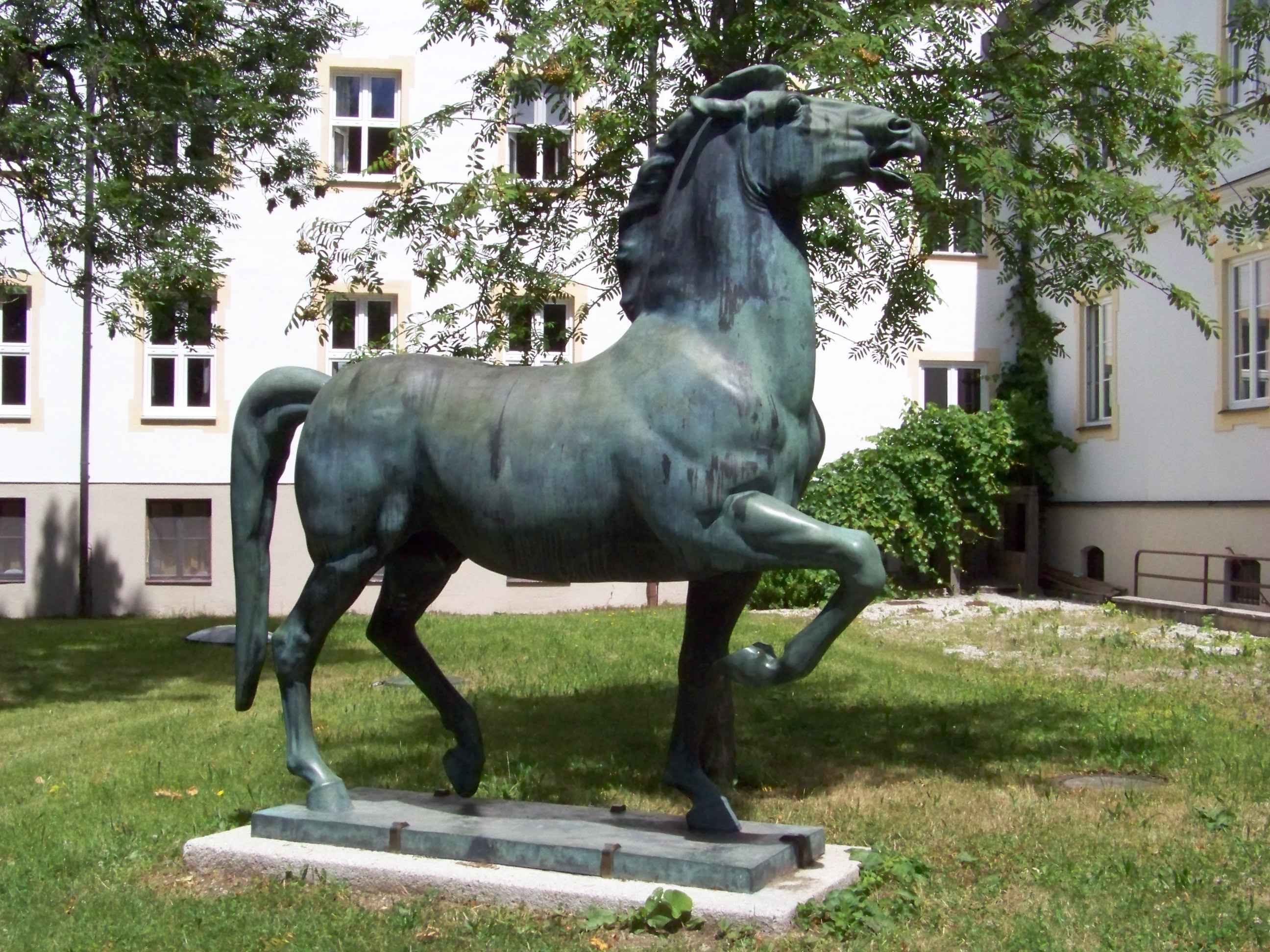
Josef Thorak (1889–1952): Schreitendes Pferd / Skrittande häst (1938), brons, GDK 1939.
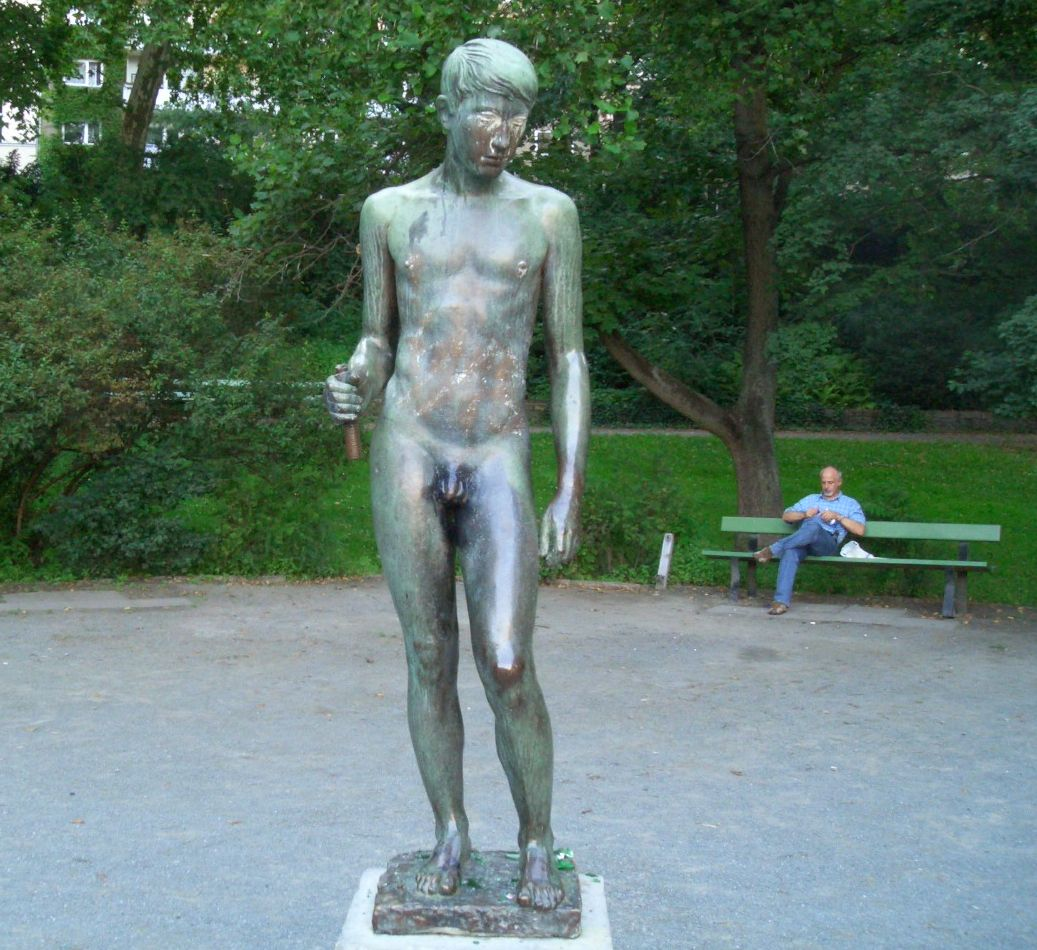
Bernhard Bleeker: Jüngling / Yngling, GDK 1940, på fotot från utställningen står han med ett spjut, här i den offentliga parken (Lietzenseepark, Berlin-Charlottenburg) år 2007 är spjutet kapat till något som ser ut som en stafettpinne.
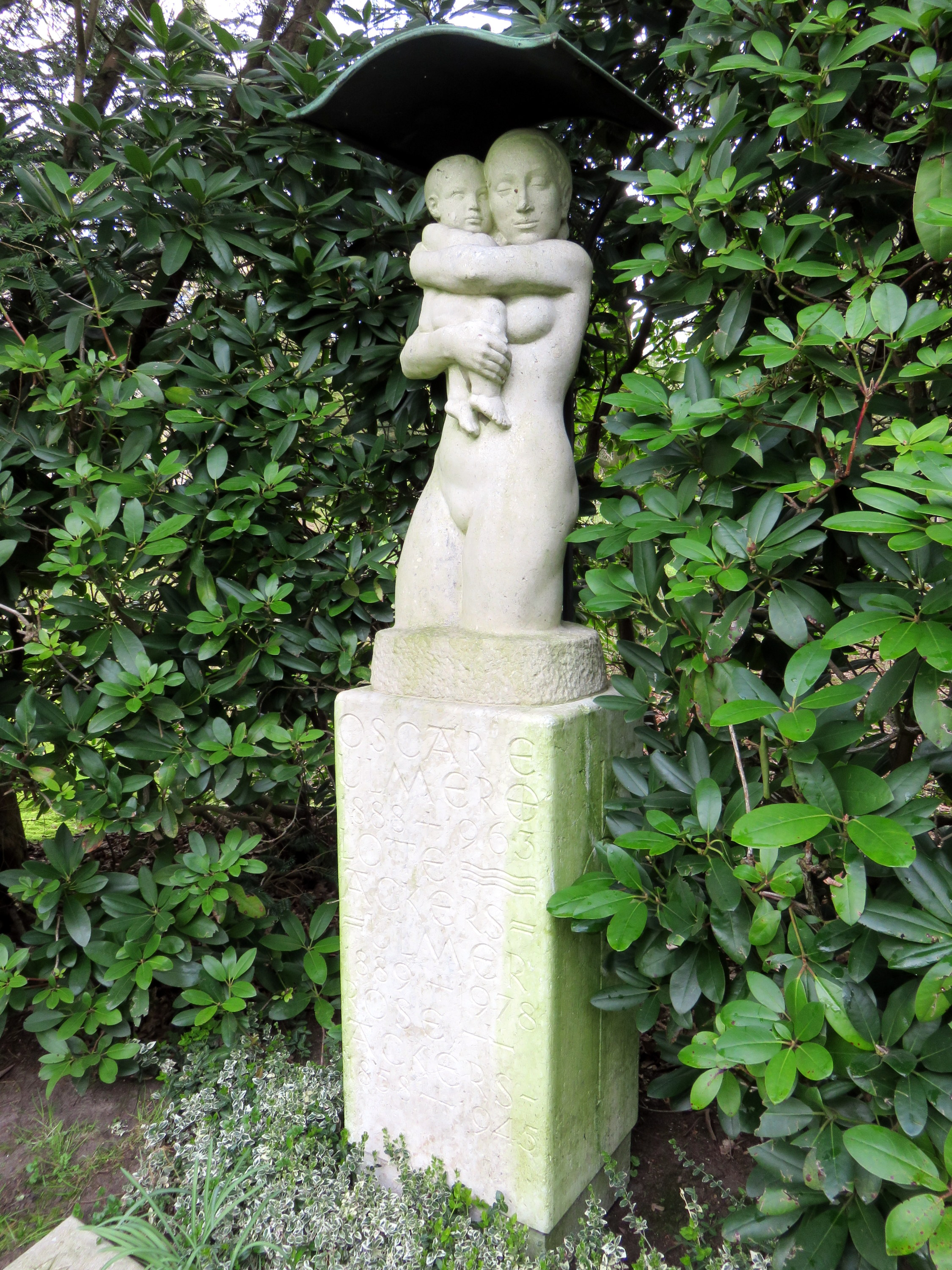
Oscar Ulmer (1888–1963): Mutter und Kind / Mor och barn, musselkalk, GDK 1941, efter 1945 på en sockel med inskription och med hjässan under ett skyddande koppartak på Friedhof Ohlsdorf i Hamburg, den griftegård där skulptörens familjegrav finns. Motivet hade Ulmer brukat sedan 1913.
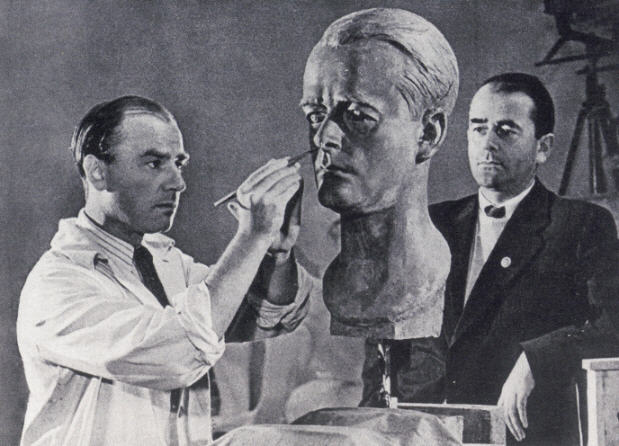
Arno Breker under arbetet med bysten av Albert Speer (1940), GDK 1943. Sammanlagt ställde Breker ut 42 verk på GDK åren 1937–1944, såväl byster av Hitler och Goebbels som mytologiska och allegoriska figurer. Han var även jurymedlem alla år.